# Пейтанйоки
Пейтанйоки — река в России, протекает по Суоярвскому району Карелии. Устье реки находится в 4 км по левому берегу реки Волгайоки. Длина реки составляет 23 км.

## Фотографии
|  |  |

## Данные водного реестра
По данным государственного водного реестра России относится к Балтийскому бассейновому округу, водохозяйственный участок реки — Реки Карелии бассейна Балтийского моря на границе РФ с Финляндией, включая оз. Лексозеро. Относится к речному бассейну реки Реки Карелии бассейна Балтийского моря.
По данным геоинформационной системы водохозяйственного районирования территории РФ, подготовленной Федеральным агентством водных ресурсов:
- Код водного объекта в государственном водном реестре — 01050000112102000010600
- Код по гидрологической изученности (ГИ) — 102001060
- Код бассейна — 01.05.00.001